# Heemkunde Vlaanderen
Heemkunde Vlaanderen vzw was een vereniging die als ankerpunt fungeerde voor de heemkundige sector in Vlaanderen en het Brussels Hoofdstedelijk Gewest.

## Beschrijving
De vereniging stimuleerde heemkunde en onderzoek over lokale en regionale geschiedenis door het ondersteunen van heemkundige verenigingen, lokale musea, archieven en documentatiecentra, en individuele heemkundigen. De vereniging werd opgericht in 2002, als opvolger van het Verbond voor Heemkunde (VVH). 'Heemkunde' en 'volkskunde' worden vaak als synoniemen gebruikt.
De vereniging publiceerde de tijdschriften Tijd-Schrift en Bladwijzer en organiseerde jaarlijks een Heemdag, waarop onder meer het Jozef Weyns-eremerk wordt uitgereikt aan een verdienstelijke heemkundige. Heemkunde Vlaanderen vzw was gevestigd in Huis De Zalm in Mechelen en werd in het kader van het Cultureel-Erfgoeddecreet financieel ondersteund door de Vlaamse overheid. In 2019 is de vereniging opgegaan in de organisatie Histories.

## Publicaties
- Ons Heem (1942-2009)
- Tijd-Schrift. Heemkunde en lokaal-erfgoedpraktijk in Vlaanderen (2011-2018). Tijd-Schrift wordt vanaf 2019 uitgegeven door Histories vzw.
- Bladwijzer. Wegwijs met Heemkunde Vlaanderen (2011-2018)

## Jozef Weyns - eremerk
- 2018: Marcel Gielis (Heemkunde- en Erfgoedvereniging Nicolaus Poppelius Ravels)
- 2017: Etienne Quintyn (Heem- en Oudheidkundige Kring Zele)
- 2016: Jean-Pierre Falise (Heemkundige Kring De Plate Oostende)
- 2015: Gust Vandegoor (Verbond voor Heemkunde Vlaams-Brabant)
- 2014: Karel van den Bossche (Molenmuseum)
- 2013: Jan Kohlbacher (Stichting Erfgoed Eisden)
- 2012: Luc Van Driessche (voorzitter Heemkundige kring Wieze)
- 2011: Jean-Marie Lermyte (voorzitter Heemkring Ten Mandere Izegem)
- 2010: Raymond Clement (voorzitter Koninklijke Geschied- en Oudheidkundige Kring van Halle)
- 2009: Hervé Daras
- 2008: Giel Hendriks (secretaris Heemkunde Limburg)
- 2007: Fons Dierickx (voorzitter Heemkunde Vlaanderen)
- 2006: Frans Debrabandere (voorzitter en medestichter De Leiegouw)
- 2005: Henri Vannoppen (ondervoorzitter Heemkunde Vlaams-Brabant)
- 2004: Marcel Van der Auwera (erevoorzitter Heemkunde Antwerpen)
- 2003: Hubert Huveners (erevoorzitter Sint-Aldegondiskring As en Niel)
- 2002: Robert Ruys (voorzitter Verbond van de Kringen voor Heemkunde in Oost-Vlaanderen)
- 2001: N.N.
- 2000: Dirk De Boeck (Erpe-Mere)
- 1999: Jaak Rau (Brugge)
- 1998: Harry De Kok (Beerse – stadsarchivaris Turnhout)
- 1997: Jaak Nijssen (Sint-Martens-Voeren)
- 1996: E.P. Frans Claes S.J. (Heverlee)
- 1995: Albert D’Hoker (Erpe-Mere)
- 1994: Paul Debrabandere (Kortrijk)
- 1993: Eugeen Van Autenboer (Turnhout – opperhoofdman Hoge Gildenraad der Kempen)
- 1992: Jan Gerits (Eksel)
- 1991: Frans Van Bellingen (Ganshoren)
- 1990: E.H. Antoon Lowyck (Sint-Andries)
- 1989: Antoon Janssens (Nevele)
- 1988: Frans Sillis (Mortsel)
- 1987: E.H. Donaat Snijders (Maaseik)
- 1986: E.H. Jules Egied Davidts (Tervuren)
- 1985: Jozef Penninck (Sint-Andries)
- 1984: Raf Van den Abeele (Sint-Martens-Latem) en Tuur Wouters (Hasselt, postuum)